# Abraham Gottlob Werner
Abraham Gottlob Werner (25. září 1749, Osiecznica – 30. červen 1817, Drážďany) byl německý geolog a mineralog narozený na území dnešního Polska. V geologii zakladatel neptunismu, tedy nauky o vzniku všech hornin působením moře. Vznik sopek připisoval vyhoření podzemních slojí uhlí. V mineralogii vytvořil praktickou soustavu nerostů, na základě popisu jejich vnějších znaků.
Vystudoval na hornické akademii ve Freibergu, poté práva a přírodní vědy na univerzitě v Lipsku, od roku 1775 působil na hornické akademii ve Freibergu a nakonec se zde stal profesorem. Roku 1850 mu byl v tomto městě postaven pomník.